# Olaf Husby
Olaf Karentsius Husby (ur. 17 stycznia 1878 w Trondheim, zm. 30 czerwca 1948 tamże) – norweski strzelec, olimpijczyk.
Uczestnik Letnich Igrzysk Olimpijskich 1912, na których wystartował w dwóch konkurencjach. Zajął 6. miejsce w drużynowym strzelaniu z karabinu wojskowego (wśród 10 zespołów). Ponadto był 27. w karabinie dowolnym w trzech postawach z 300 m (startowało 84 strzelców).

## Wyniki

### Igrzyska olimpijskie
| Igrzyska       | Konkurencja                          | Wynik                                         | Miejsce | Źródło |
| -------------- | ------------------------------------ | --------------------------------------------- | ------- | ------ |
| Sztokholm 1912 | Karabin dowolny, trzy postawy, 300 m | 905 pkt. (335–307–263)                        | 27      | [ 2 ]  |
| Sztokholm 1912 | Karabin wojskowy, drużynowo          | 1473 pkt. (druż.) 233 pkt. ind. (67–61–61–44) | 6       | [ 1 ]  |